# ورونیک رنارد
ورونیک رنارد (به هلندی: Veronique Renard) (زاده ۲۶ مهٔ ۱۹۶۵) پدیدآور هنرهای تجسمی و هلندی است.
او یک زن ترنس است.